# Шимшири (род)
Шимшири (Buxus) су род зимзелених жбунова, ређе дрвећа из породице Buxaceae. Име рода (Buxus) потиче од грчког имена за врсту Buxus sempervirens — Puxos. Домаћи назив (шимшир) потиче од турске речи şimşir. Род обухвата више од 30 врста раширених у Европи, Средоземљу, источној Азији и централној Америци.

## Опис
Листови шимшира су наспрамни, кожасти, целог обода, на кратким петељкама. Цветови су скупљени у главичасте цвасти, с многобројним мушким цветовима и једним (ређе 2-3) женским цветом, смештеним на врху цвасти. Мушки цветови са 1 приперкаом, четири чашична листића и 4 прашника. Женски цветови са 4-7 приперака, и чашичним листићима истог облика као приперци. Плод је троугласта чаура. Семе је сјајно. Типични представник рода је истоимена врста — шимшир (Buxus sempervirens).
- Лист
Buxus sempervirens
- Цвасти и плодови
Buxux vahlii
- Плод
Buxus macowanii
- Зрела чаура
Buxus sempervirens
- Семе
Buxus sempervirens

## Употреба
Дрво врста из рода шимшира веома је цењено. Одликује се равномерном граћом и чврстином. Има широку примену у столарству, резбарству, за израду музичких инструмената, шаховских фигура и др. кора и листови садрже бројне алкалоиде
Неке врсте су веома цењене у озелењавању зелених површина.
- Дрво шимшира (Buxus sempervirens)
- Саднице шимшира (Buxus sempervirens) у расаднику

## Неке врсте шимшира
- Buxus sempervirens
- Buxus colchica
- Buxus microphylla
- Buxus sinica
- Buxus wallichiana
- Buxus colchica
- Buxus bodinieri

## Шимшир у хералдици
- Неки примери употребе шимшира у хералдици
- Грб општине Herzogenbuchsee у кантону Берн, Швајцарска
- Ггрб града Бисјер Галан у Француској
- Грб града Боасјер де Монтеги, Француска
- Грб француског села Гушен (Guchen)
- Грб општине Бугедо (Bugedo) у Шпанији